# 毛掌活額寄居蟹
毛掌活額寄居蟹（学名：Diogenes penicillatus）为活額寄居蟹科活額寄居蟹屬下的一个种。

## 扩展阅读
- 維基物種上的相關：毛掌活額寄居蟹